# Petone FC
Der Petone Football Club ist ein neuseeländischer Fußballklub aus Petone, einem Vorort von Lower Hutt in der Region Wellington.

## Vorgängerklub
Der im Jahr 1898 gegründete Klub Petone Wanderers fusionierte im Jahr 1892 mit dem Klub Wellington Rowing Club, um einen Klub unter dem Beinamen United zu erschaffen. Dieser Klub löste sich aber bereits im Jahr 1895 schon wieder auf.

## Geschichte
Als Nachfolger für den zuvor aufgelösten Klub, wurde im Jahr 1898 der Petone AFC gegründet. Über die Anfänge des Klubs ist nicht sonderlich viel bekannt. Jedoch gelang es in den Jahren 1928, 1930 und 1949 jeweils den Chatham Cup zu gewinnen.
In der Saison 1968 spielte man dann in der Division 2 und stieg aber bereits zur Saison 1970 in die Division 1 auf. Hier hielt man sich dann ein paar Jahre und wechselte danach öfters in der Klasse. Ab der Saison 1977 aber hielt man sich nun längerfristiger in der Division 1 auf. Die Saison 1990 kann man dann sogar als Meister abschließen. Zur Saison 1992 gelang es dann in die Premier League aufzusteigen, welche zu dieser Zeit eingeführt wurde. Zur Saison 1993 durfte somit sogar an der erstklassigen Superclub League teilnehmen. Hier platzierte sich der Klub aber nur im Mittelfeld und erreichte nie die National League. Zudem änderte man im Jahr 1994 noch den Namen des Klubs zu Petone Soccer Club.
Nach der Saison 1996 verblieb man auch weiter Teil der Premier League, welche dann später den Namen Central League bekam. Seit 2009 trägt man nun den Namen Petone FC und seit der Saison 2021 spielt man somit auch mit im System der wieder neu eingeführten National League. Hier gelang es bisher aber noch nicht sich für die Championship zu qualifizieren.

## Erfolge
- Chatham Cup
  - Gewinner (3): 1928, 1930, 1949